# Chris-Ebou Ndow
Chris-Ebou Ndow (nac. 10 de diciembre de 1993 en Bodø) es un baloncestista noruego que pertenece a la plantilla del Cholet Basket de la LNB Pro A. Con una altura de 2,01 metros, puede alternar las posiciones de alero y escolta. Además, es internacional absoluto con la Selección de baloncesto de Noruega.

## Trayectoria
Es un jugador formado en el Frøya Basket de la BLNO, con el que debutaría en la temporada 2011-12 con apenas 17 años, disputando la cifra de 19 partidos con el primer equipo.
En la temporada 2013-14, firma por el Oettinger Rockets Gotha de la ProA (Basketball Bundesliga), la segunda división alemana.
En 2014, decide continuar su formación en Estados Unidos e ingresa en la Northwest Missouri State Bearcats de la NCAA II donde jugaría durante 4 temporadas, desde 2014 a 2018.
Tras no ser elegido en el draft de 2018, regresa a su país de origen, firmando por el BK Kongsberg Miners de la BLNO.
En la temporada 2019-20, firma por el Denain ASC Voltaire de la LNB Pro B, en el que juega durante dos temporadas.
En la temporada 2021-22, se compromete con el Boulazac Basket Dordogne de la LNB Pro B, donde disputa 4 partidos.
El 1 de febrero de 2022, firma por el Club Basquet Coruña de la Liga LEB Oro.
El 22 de julio de 2022, firma por el Heroes Den Bosch de la BNXT League.
El 11 de agosto de 2023, firma por el Mitteldeutscher BC de la Basketball Bundesliga.
El 18 de julio de 2024 fichó por el Cholet Basket de la LNB Pro A francesa.